# Altrhede
Altrhede war eine Gemeinde im alten Kreis Borken in Nordrhein-Westfalen, deren Gebiet heute zur Stadt Rhede im Kreis Borken gehört.

## Geographie
Die ehemalige Gemeinde Altrhede besaß eine Fläche von 10,2 km².

## Geschichte

Wappen von Altrhede mit den schwarzen Zickzack-Balken des Adelsgeschlechtes Rhede und einem Schilf-Rohrkolben als redendes Zeichen für Rethi (‚Reet‘), wovon der Ortsname sich ableitet.

Altrhede war ursprünglich eine alte westfälische Bauerschaft, die die ländliche Umgebung des Kirchorts Rhede umfasste, und gehörte zum Amt Bocholt im Hochstift Münster. Dieser Amtsbezirk wurde in der Franzosenzeit zum Kanton Bocholt umgebildet, wobei Altrhede zum Sitz der Mairie Rhede bestimmt wurde. Im weiteren Verlauf des 19. Jahrhunderts bildete Altrhede eine Landgemeinde im Amt Rhede des Kreises Borken. Seit Beginn des 20. Jahrhunderts dehnte sich die Bebauung von Rhede auf das Gebiet von Altrhede aus, so dass Altrhede am 1. April 1955 nach Rhede eingegliedert wurde.

## Einwohnerentwicklung
| Jahr | Einwohner | Quelle |
| ---- | --------- | ------ |
| 1858 | 325       | [ 4 ]  |
| 1871 | 332       | [ 5 ]  |
| 1885 | 330       | [ 6 ]  |
| 1910 | 541       | [ 7 ]  |
| 1925 | 773       | [ 8 ]  |
| 1939 | 1425      | [ 8 ]  |
| 1950 | 1885      | [ 1 ]  |

## Kultur
Ein Träger des lokalen Brauchtums ist der St. Johannes Schützenverein Altrhede.